# Danh sách vua Alo

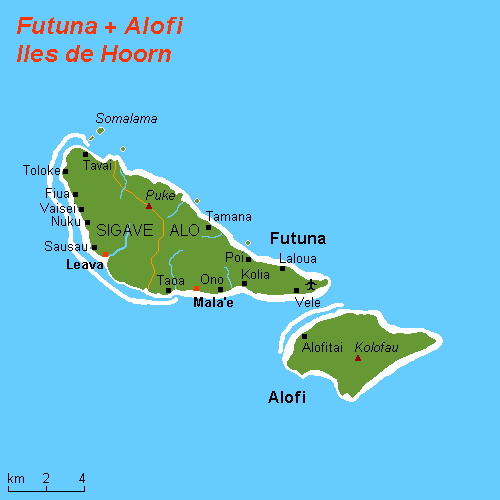
Quần đảo Hoorn, còn gọi là quần đảo Futuna

Vua Alo còn được gọi là Tu`i Agaifo. Đây là danh sách những người cai trị chính thể Alo, nằm trên phần phía đông của đảo Futuna trong Lãnh thổ Quần đảo Wallis và Futuna.

## Danh sách vua Alo

### Tước hiệu Fakavelikele
- Fakavelikele
- Pili
- Mala'evaoa
- Nimo o le Tano'a
- Veliteki (1748–1756)
- ... (1756–1784)
- Fonati (1784 – 1839?)

### Tước hiệu Tu`i Agaifo
- Fonati (1837? – 1839?)
- Niuliki (1839? – 1841)
- Musumusu (1841–1844) (Nhiếp chính)
- Filipo Meitala (1844–1862)
- Alia Segi (1862–18..)
- Soane Malia Musulamu (1887? – 1929)
- Soane Moefana (1929–1932)
- Tuiseka (19.. – 19..)
- Usanio Pipisega (19.. – 19..)
- Paloto Aika (19.. – 19..)
- Savelio Meitala (19.. – 19..)
- Kamilo Katea (19.. – 19..)
- Maleselino Maituku (19.. – 19..)
- Kolio Maituku (19.. – 19..)
- Papilio Tala'e (19.. – 19..)
- Lelipo Pipisega (19.. – 19..)
- Alesio Feta'u (19.. – 19..)
- Petelo Savo Meitala (19.. – 19..)
- Soane Va Pipisega (19.. – 19..)
- Silisio Katea (19.. – 19..)
- Petelo Tala'e (19.. – 19..)
- Vito Tuiseka (19.. – 19..)
- Petelo Maituku (19.. – 27 tháng 12 năm 1958) (đời thứ nhất)
- Setefano Tuikalepa (29 tháng 12 năm 1958 – 8 tháng 2 năm 1960)
- Kamaliele Moefana (9 tháng 2 năm 1960 – 9 tháng 12 năm 1961)
- Pio Tagatamanogi (28 tháng 12 năm 1961 – 8 tháng 9 năm 1962)
- Mikaele Fanene (15 tháng 9 năm 1962 – 19..)
- Seteone Pipisega (19.. – 30 tháng 5 năm 1970)
- Petelo Maituku (1 tháng 6 năm 1970 – 1 tháng 5 năm 1973) (đời thứ hai)
- Mikaele Katea (10 tháng 5 năm 1973 – 17 tháng 4 năm 1974)
- Patita Savea (20 tháng 4 năm 1974 – 28 tháng 12 năm 1976)
- Kalepo Nau (11 tháng 1 năm 1977 – 17 tháng 7 năm 1978)
- Nopeleto Tuikalepa (15 tháng 3 năm 1979 – 29 tháng 10 năm 1984)
- Petelo Lemo (20 tháng 11 năm 1984 – 24 tháng 2 năm 1990)
- Lomano Musulamu (24 tháng 2 năm 1990 – 1 tháng 2 năm 1995)
- Esipio Takasi (6 tháng 4 năm 1995 – 9 tháng 7 năm 1997)
- Sagato Alofi (10 tháng 7 năm 1997 – tháng 10 năm 2002)
- Soane Patita Maituku (21 tháng 11 năm 2002 – 19 tháng 2 năm 2008)
- Petelo Vikena (6 tháng 11 năm 2008 – 22 tháng 1 năm 2010)
- Petelo Sea (17 tháng 1 năm 2014–24 tháng 5 năm 2016)
- Filipo Katoa (17 tháng 6 năm 2016–3 tháng 10 năm 2018)
- Petelo Sea (29 tháng 11 năm 2018–nay)